# Гералд Клерман
Гералд Клерман (енгл. Gerald L. Klerman; 1928 — 21. јун 1999) је био амерички психијатар и истраживач чији је рад укључивао развој интерперсоналне психотерапије, краткотрајног лечења депресије. Био је шеф америчке националне агенције за ментално здравље од 1977. до 1980. године. 

## Биографија
Рођен је 1928. године у Њујорку. Дипломирао је на Универзитету Корнел 1950. и био је члан друштва Quill and Dagger, а дипломирао је на Медицинском факултету Универзитета у Њујорку 1954. Након једногодишњег медицинског стажа у болничком центру Белвју у Њујорку, завршио је специјализацију из психијатрије у Центру за ментално здравље Масачусетс. Клерманова стручност је укључивала депресију, шизофренију и анксиозне поремећаје. Од 1966. до 1970. године је радио као директор универзитетског центра за ментално здравље Универзитета Јејл, а касније и на Универзитету Харвард. Од 1977. до 1980. је био шеф Управе за алкохол, дрогу и ментално здравље коју је именовао председник Џими Картер. Клерманова друга супруга Мирна Вајсман је била и његов сарадник у раду на интерперсоналној психотерапији. Преминуо је од неуропатије и дијабетеса 3. априла 1992. у Њујорку.

## Радови
- Interpersonal Psychotherapy of Depression 1984.
- Contemporary Directions in Psychopathology: Toward the DSM-IV 1986.